# Dierrey-Saint-Julien
Dierrey-Saint-Julien là một xã ở tỉnh Aube, thuộc vùng Grand Est ở phía bắc miền trung nước Pháp.